# 佳能 EOS R10
佳能 EOS R10，是由佳能於2022年5月24日發布並於同年8月9日開賣的無反光鏡可換鏡頭相機，屬於EOS R 系列。
R10跟同系列佳能EOS R系列相機使用相同的RF卡口鏡頭。

## 核心亮點
Canon EOS R10是一款約重429克的無反光鏡可換鏡頭相機，屬於Canon RF 接環系統。該機搭載第二代Dual Pixel CMOS AF，自動對焦系統具備人物、動物及車輛偵測功能。其連拍能力包括最高15張/秒(機械快門)與23張/秒(電子快門)。影片拍攝方面，支援未裁切的4K UHD 30p(由6K超取樣)與裁切的4K UHD 60p，並提供Full HD120p慢動作錄影模式。相機配備电子取景器與可翻轉觸控螢幕，內建Wi-Fi與藍牙模組，可支援基本的無線傳輸與串流需求。

## 可用鏡頭
EOS R10採用 Canon RF 接環設計，支援 RF-S與RF鏡頭。在APS-C感光元件下，RF全片幅鏡頭會呈現約1.6倍視角裁切。透過EF-EOS R轉接環，R10亦可搭配EF-S及EF鏡頭，前者為APS-C設計，後者則會如RF鏡頭般有相同裁切倍率。該機支持的鏡頭系統提供一定程度的向下相容性。

## 缺點
佳能EOS R10 並未配備機身防震系統，觀景窗解析度與尺寸較部分同級機型略小。高速連拍時，RAW檔處理的緩衝容量有限。此外，4K/60p錄影會產生約1.56 倍裁切，並不支援耳機監聽與 Canon Log格式。電子快門模式下可能出現果凍效應，而目前RF-S鏡頭的選擇也較為有限。

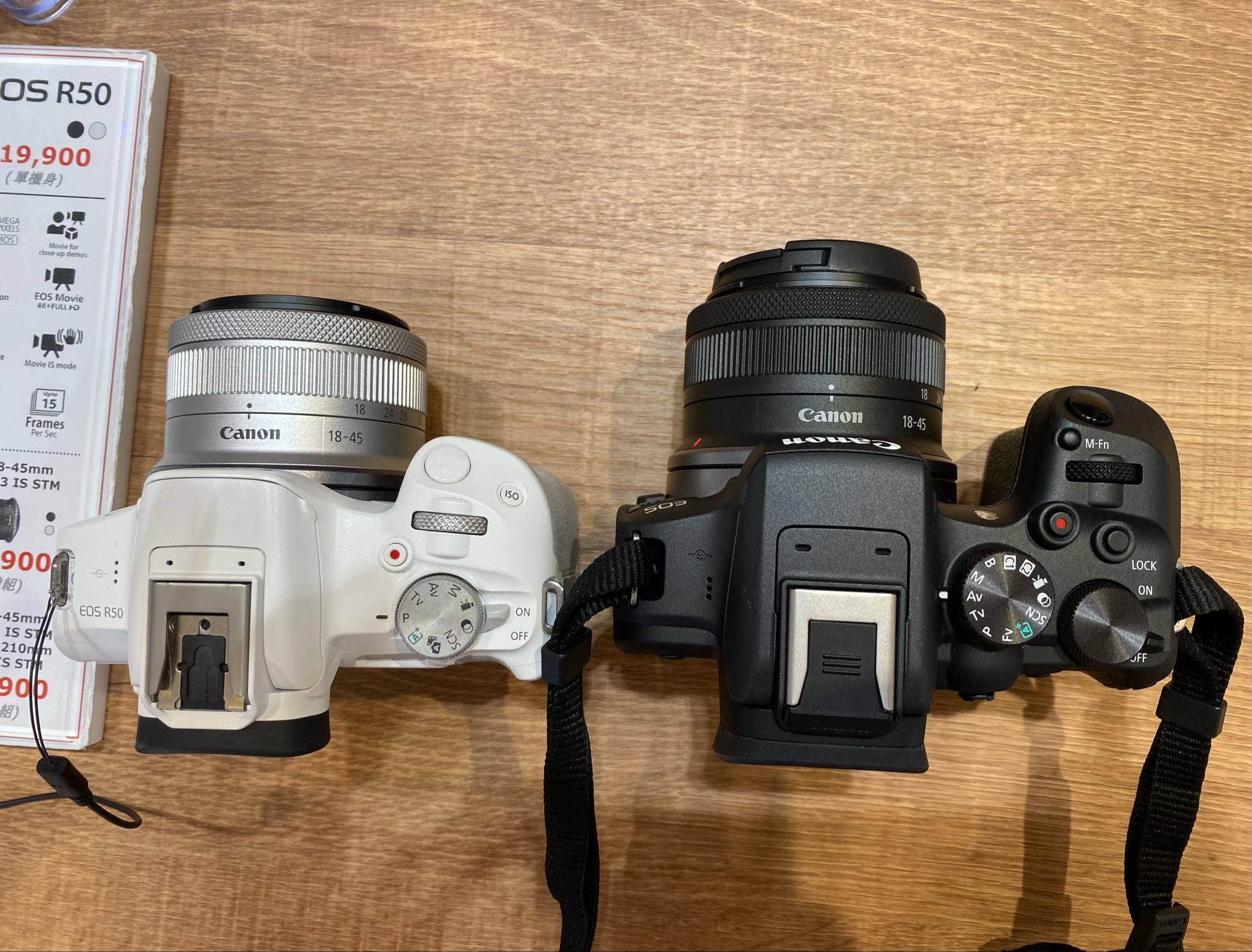
R50跟R10握把比較
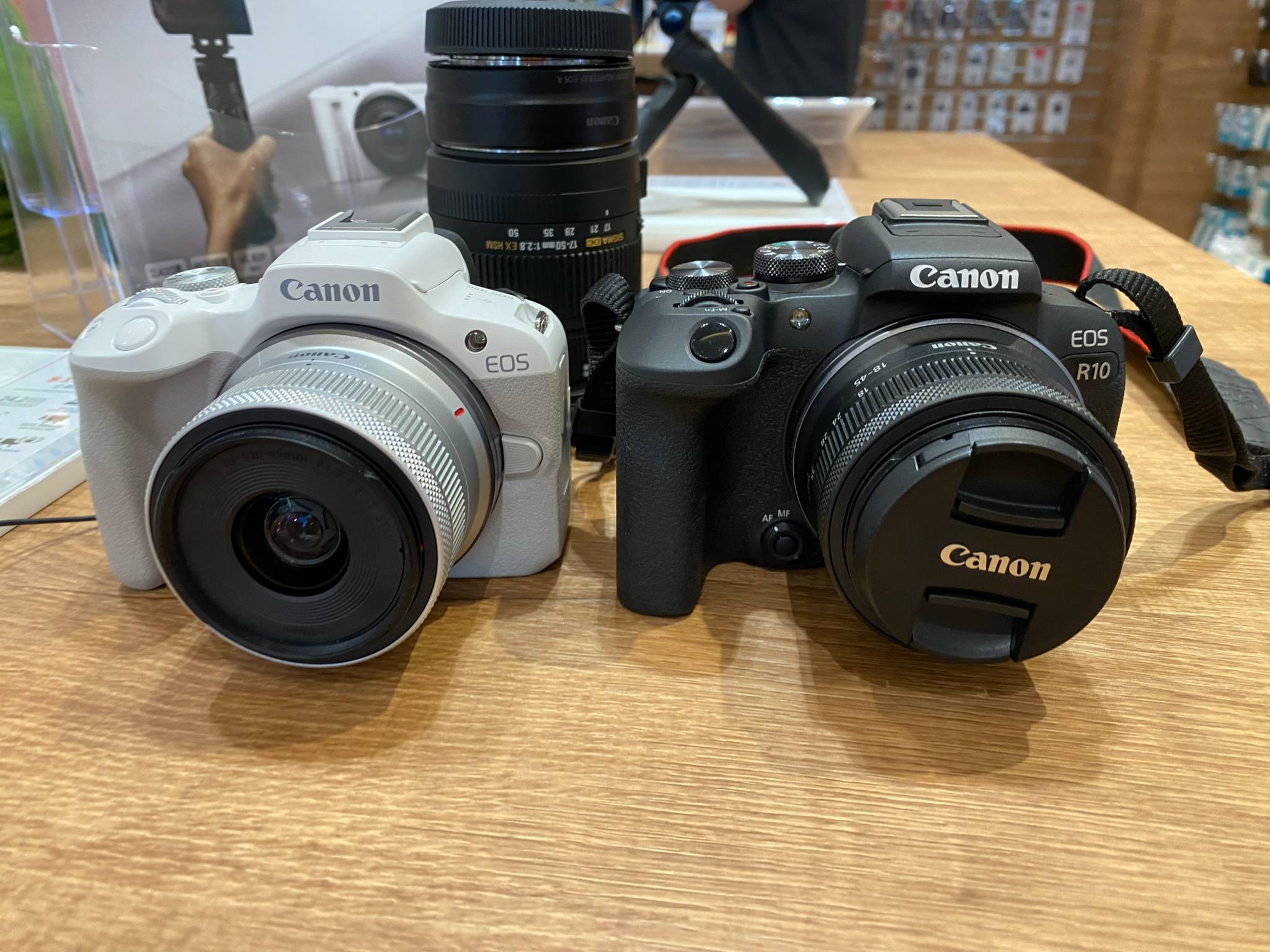
R50跟R10正面比較
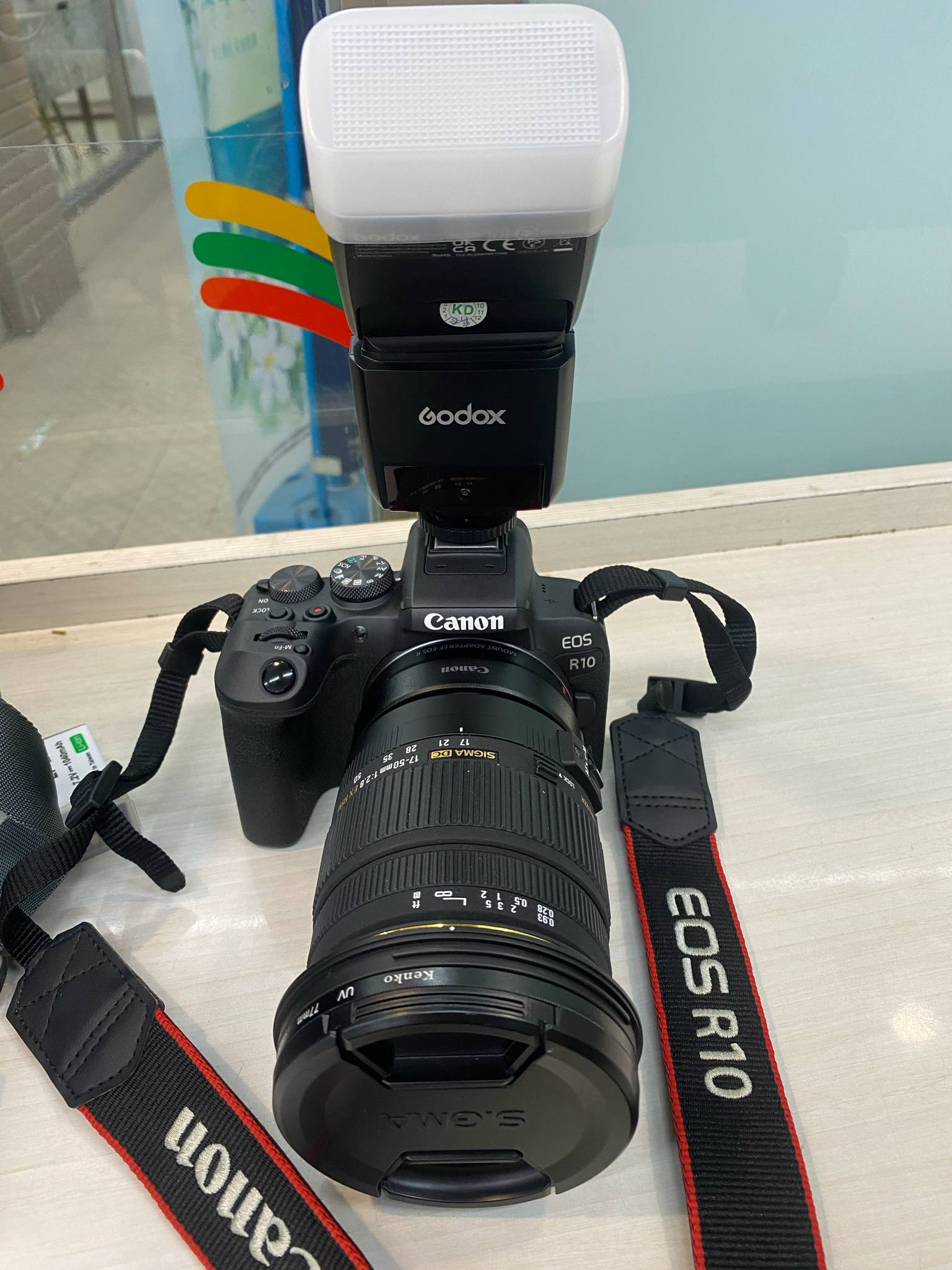
使用轉接環和外接閃光燈的R10

## 外部連結
R10官方介紹
Canon EOS R10 Specs
Canon EOS R10 Guides & Resources